# Farrell, Pennsylvania
Farrell är en ort i Mercer County i delstaten Pennsylvania, USA.